# Thought You Should Know
Thought You Should Know  è un singolo del cantante country statunitense Morgan Wallen, pubblicato il 6 maggio 2022 come singolo promozionale e in seguito, il 7 novembre, estratto come secondo singolo ufficiale del terzo album in studio dell'artista One Thing at a Time. La canzone è stata scritta dallo stesso Wallen, alla quale hanno contribuito la cantante country americana Miranda Lambert e la cantautrice Nicolle Galyon. Il brano è stato prodotto da Joey Moi.

## Contenuto e testo
La canzone è un tributo a Lesli, la madre del cantante. Il brano è principalmente accompagnato dalla chitarra acustica, utilizzando la tecnica della slide guitar. Il testo del brano è incentrato sulla vita del cantante, con particolare riferimento alle sue pessime scelte, al suo stile di vita sbagliato, parlando anche delle preoccupazione che desta alla madre. Il brano poi abbandona le sue note di tristezza e negatività per concludersi con un ringraziamento nei confronti della madre dell'artista, la quale grazie alle sue preghiere ha permesso a Wallen di cambiare stile di vita, di diventare famoso e di finire in radio.

## Andamento in classifica
Nella settimana del 21 maggio 2022, Thought You Should Know ha debuttato direttamente in vetta alla classifica statunitense Hot Country Songs. Il brano è diventato la quarta canzone di Wallen ad apparire direttamente alla numero uno di questa classifica, rimpiazzando la sua tessa Wasted on You. Inoltre, grazie a ciò, Morgan Wallen è diventato il primo artista ad auto-sostituirsi alla vetta con un altro proprio brano uscito direttamente alla prima posizione della Hot Country Songs. Nella Country Airplay, Thought You Should Know ha fatto il suo ingresso la settimana del 31 dicembre 2022 debuttando nella Top 10; contestualmente il suo precedente singolo, You Proof, stazionava in prima posizione.
Nella Billboard Hot 100 la canzone è apparsa nella settimana del 21 maggio 2022, piazzandosi subito alla dodicesima posizione. Nella settimana del 18 marzo 2023, a seguito dell'uscita dell'album, Thought You Should Know è stata spinta da 33,4 milioni di passaggi radiofonici e 20,5 milioni di streaming, raggiungendo così la posizione numero 7 della classifica.
Al di fuori degli Stati Uniti la canzone ha ottenuto una rilevanza marginale. Ha raggiunto la Top 20 in Canada e in Nuova Zelanda, arrivando rispettivamente alla posizione 14 e 18, e la Top 40 della Global 200, raggiungendo la numero 32.

## Classifiche

### Classifiche settimanali
| Classifica (2022/23)        | Posizione |
| --------------------------- | --------- |
| Australia                   | 85        |
| Canada                      | 14        |
| Canada Country              | 2         |
| Global 200                  | 32        |
| Nuova Zelanda               | 18        |
| Stati Uniti                 | 7         |
| Stati Uniti Country Airplay | 1         |
| Stati Uniti Hot Country     | 1         |

### Classifiche di fine anno
| Classifica (2023) | Posizione |
| ----------------- | --------- |
| Canada            | 53        |

## Date di pubblicazione
| Paese       | Data                                 | Formato                     | Etichetta                 | Nota   |
| ----------- | ------------------------------------ | --------------------------- | ------------------------- | ------ |
| Stati Uniti | 6 maggio 2022 (singolo promozionale) | Download digitale Streaming | Big Loud Republic Mercury | [ 16 ] |
| Stati Uniti | 7 novembre 2022                      | Radio Country               | Big Loud Republic         | [ 17 ] |